# Hovawart
Le hovawart est une race de chien d'origine allemande. C'est une race très ancienne dont le nom vient de l'allemand médiéval : Hova (ou Hof) signifiant « ferme » et Wart signifiant « gardien ».  

## Aspect

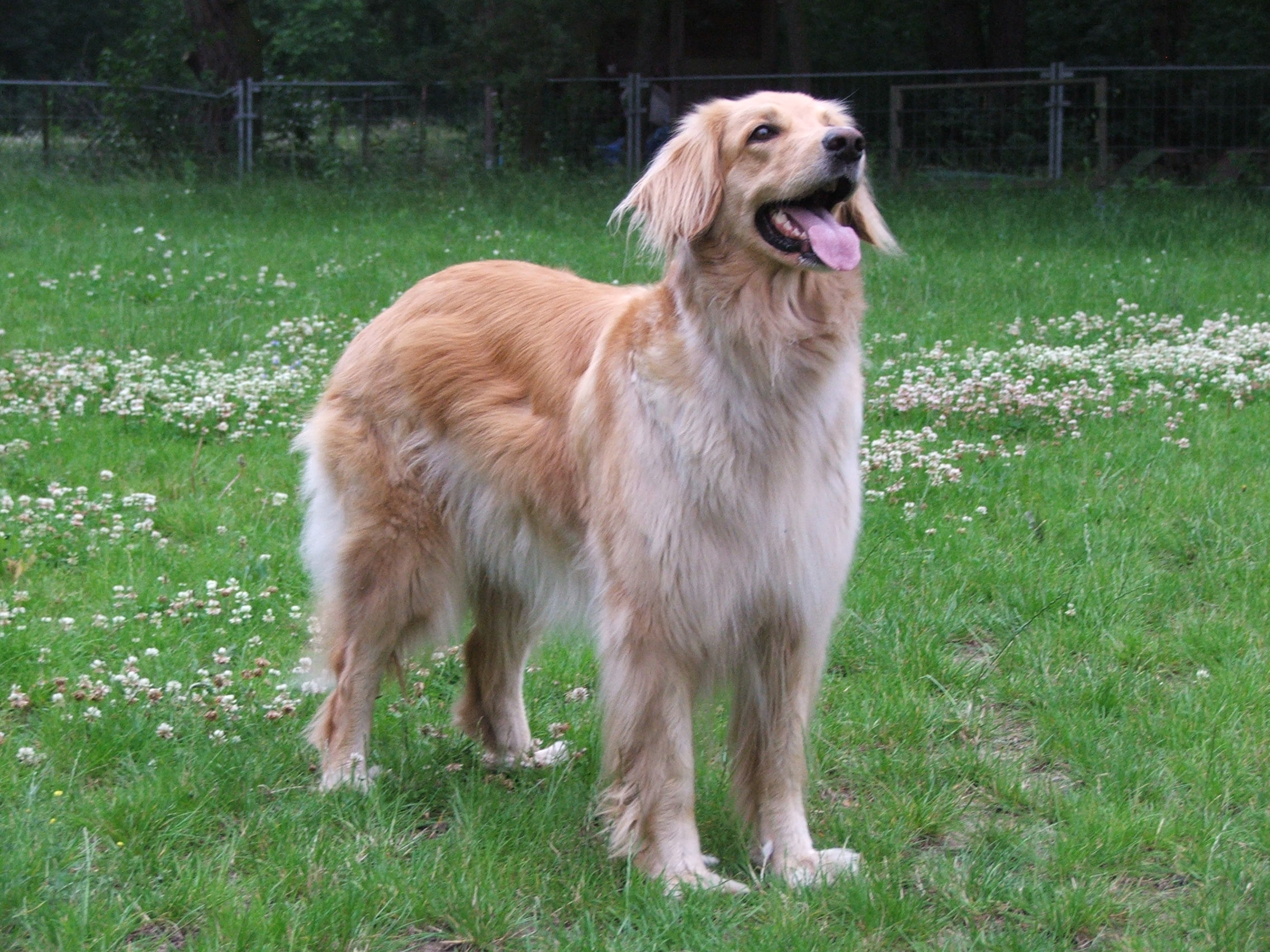
Hovawart de couleur blonde.

Le hovawart est un chien lupoïde de taille moyenne. Son poil long peut être blond, noir ou noir et feu. Les mâles mesurent entre 64 et 70 cm et les femelles de 58 à 65 cm pour une masse variant de 30 à 40 kg.

## Tempérament
Très résistant, vigoureux, énergique, bon coureur, bon sauteur, aimant nager, doté d'un excellent flair, vigilant mais jamais agressif sans raison, ce chien est polyvalent. Calme, équilibré, affectueux avec ses maîtres, doux avec les enfants, il est facile à éduquer en douceur mais avec fermeté. Sa voix est forte, profonde et sonore, mais il aboie peu. Il n'atteint sa maturité que vers deux ans.

## Histoire
La première mention des chiens appelés Hovawart se trouve dans les codes allemands du Moyen Âge - Sachsenspiegel et Schwabenspiegel (1274), qui mentionnaient un certain "Hofewart" ou "Hofwart" qui était chien de garde de l'aristocratie. Le mot "Hovawart" vient probablement du berger des fermes  allemandes qui était appelé au Moyen Âge "Hovawarth" et dans le code de la loi de Bojan comme "Hofewart", "Hofwart" ou "Hofward". Ce mot de "Hofwart" signifie littéralement en Allemand "gardien de la ferme" et indique bien l'utilisation de destination de ces chiens. La description approximative du Hovawart médiéval serait quelque chose comme cela : c'est un chien de taille moyenne (60-65cm) avec de longs poils touffus, une queue tombante et de petites oreilles tombantes. Sa couleur est approximativement brune grisâtre, noire et feu ou chinée. Il a été utilisé comme garde d'habitation mais également pour garder des troupeaux. Après quelques siècles, des efforts se multiplient pour recréer la race hovawart, notamment par des sélectionneurs comme Bertram König, son fils Kurt F.König, Alwin Busch, J.A.Becker et Theo Gräb. Le premier Hovawart a été enregistré en 1922. Il n'est pas possible de dire qui fut le créateur de la race Hovawart, mais ceux-ci ont mentionné des hommes qui ont joué un grand rôle. À noter que l'Hovawart est réputé pour son flair. Il est d'ailleurs utilisé en Allemagne et en Suisse comme chien de détection de drogue, chien de pistage, voire pour retrouver des personnes ensevelies sous des avalanches. Le Hovawart est l'une des races dont se sont servis le Capitaine Von Stephanitz et Arthur Meier pour créer la race du Chien de Berger Allemand.